# 安希莫沃农村居民点
安希莫沃农村居民点（俄语：Сельское поселение Анхимовское）是俄罗斯联邦沃洛格达州维捷格拉区所属的一个农村居民点。其下辖有25个居民点，行政中心为别洛乌索沃。据2015年统计，该农村居民点的人口为1544人。